# Lleno de ruido y dolor
 Lleno de ruido y dolor  es una película de Argentina filmada en colores dirigida por Nacho Aguirre sobre su propio guion escrito en colaboración con Octavio Montiglio que se estrenó el 10 de diciembre de 2020 y que tuvo como actores principales a  Juan Manuel Alari,  Emilio Bardi, Emanuel Gallardo	y Facundo Sáenz Sañudo.

## Sinopsis
En 1928 en la Patagonia dos bandoleros y un joven inexperto roban un banco; las cosas no salen como fueron  planeadas y son perseguidos tenazmente por un comisario.

## Reparto
Participaron del filme los siguientes intérpretes:
- Juan Manuel Alari	...	Foster
- Emilio Bardi	...	Comisario Baigorria
- Emanuel Gallardo	...	Soria
- Facundo Sáenz Sañudo…Román

## Comentarios
Leonardo D’Espósito escribió en Noticias:”

”… retrata el derrotero de un grupo de malvivientes que, en aquellos parajes inhóspitos, tiene como plan robar un banco y dispersarse, pero es llevado –pasiones y tragedias mediantes (sic)– por otros caminos. En el debe, el film tiene actuaciones muy desparejas, algunas situaciones resueltas de apuro y ciertos diálogos sentenciosos o explicativos de más. En el haber, momentos de muy buena tensión narrativa, un uso preciso del paisaje y un cuento interesante. En suma, una aproximación no del todo despreciable.“ 

Ezequiel Boetti escribió en Página 12:

”… un “western patagónico” que sigue a pies juntillas varios tópicos del género. Lo hace incluyendo sus temas habituales, aunque aggiornados con una impronta gauchesca, y un entramado narrativo que vuelve a esa geografía rocosa y seca, siempre gris, de espacios tan abiertos como solitarios, un personaje de enorme relevancia en el devenir de los protagonistas. …dos forajidos que van de pueblo en pueblo sembrando un respeto temeroso entre sus habitantes. Y también algunas adhesiones…En estos lugares sí hay un aura de despojamiento, de opresión por parte de un sistema con poco espacio para las disonancias de los que menos tienen. Lo más valioso del film es el progresivo acercamiento entre las cosmovisiones de los forajidos y la del policía, que a la larga son las dos caras de una misma moneda.“ 